# Tour du Pays basque 2019
Le Tour du Pays basque 2019 est la 59e édition de cette course cycliste masculine sur route. Il a lieu du 8 au 13 avril 2019 au Pays basque, en Espagne, et fait partie du calendrier UCI World Tour 2019 en catégorie 2.UWT.
Ion Izagirre devient le premier Basque depuis Iban Mayo en 2003 à remporter le classement général du Tour du Pays basque.

## Présentation
Le Tour du Pays basque connaît en 2019 sa 59e édition. Il est organisé depuis 2009 par l'Organizaciones Deportivas Euskadi.

### Parcours
La première étape est un contre-la-montre de 11,2 kilomètres à Zumarraga. Le tracé, plat au début, est suivi d'une descente, puis de la montée « La Antigua » (2,3 kilomètres à 10 % de moyenne, dont un passage à 21 % dans les 100 derniers mètres) et une descente technique. 
Les deux étapes suivantes comprennent plusieurs ascensions de petits murs et une arrivée en côte, favorable aux puncheurs ,ainsi que la présence de chemins de terre lors de la deuxième étape. La quatrième étape emprunte le même profil accidenté, avec cette fois une arrivée en descente après une courte bosse.
Les deux dernières étapes sont plus montagneuses. La cinquième étape comprend sept difficultés, dont deux grosses ascensions dans les 40 derniers kilomètres : Izua (4,2 kilomètres à 9,4%) et la montée finale vers Arrate (5,9 kilomètres à 7,6%). La dernière étape, tracée autour d'Eibar, compte six difficultés, dont une montée pentue de 500 mètres à 10% dans les cinq derniers kilomètres.

### Équipes
Le Tour du Pays basque étant inscrit au calendrier de l'UCI World Tour, les dix-huit « World Teams » y participent. Cinq équipes continentales professionnelles ont reçu une invitation : les trois équipes continentales professionnelles espagnoles Burgos BH, Caja Rural-Seguros et Euskadi Basque Country-Murias, l'équipe colombienne Manzana Postobón et l'équipe française Cofidis, dont le sponsor principal est également sponsor de la course.
| WorldTeams (18)- AG2R La Mondiale - Astana - Bahrain-Merida - Bora-hansgrohe - CCC Team - Deceuninck-Quick Step - Dimension Data - EF Education First - Groupama-FDJ - Team Jumbo-Visma - Lotto Soudal - Mitchelton-Scott - Movistar Team - Katusha-Alpecin - Sky - Team Sunweb - Trek-Segafredo - UAE Team Emirates Équipes continentales professionnelles (5)- Burgos-BH - Caja Rural-Seguros RGA - Cofidis, Solutions Crédits - Euskadi Basque Country-Murias - Manzana Postobón |
| |

### Favoris
Le parcours favorise les grimpeurs. Les principaux favoris sont Geraint Thomas (Sky), qui renoue avec la compétition trois semaines après son abandon sur Tirreno-Adriatico, son coéquipier Michal Kwiatkowski, Adam Yates (Mitchelton-Scott), Dan Martin (UAE), Enric Mas (Deceuninck-Quick Step) et Mikel Landa (Movistar). Plusieurs coureurs de l'équipe Astana - qui domine les courses par étapes depuis le début de saison - figurent parmi les principaux prétendants à la victoire finale, à savoir Jakob Fuglsang, Ion et Gorka Izagirre, Alexey Lutsenko et Luis Leon Sanchez.
Pour les victoires d'étapes et éventuellement jouer un rôle au général, le nouveau numéro un mondial Julian Alaphilippe  (Deceuninck-Quick Step), Michael Woods et Daniel Martinez (EF Education First), ainsi que George Bennett (Jumbo-Visma) sont également cités,.

## Étapes
| Étape     | Date    | Villes étapes                       | type                        | Distance (km) | Vainqueur d'étape     | Leader du classement général |
| --------- | ------- | ----------------------------------- | --------------------------- | ------------- | --------------------- | ---------------------------- |
| 1re étape | 8 avr.  | Zumarraga – Zumarraga               | contre-la-montre individuel | 11,2          | Maximilian Schachmann | Maximilian Schachmann        |
| 2e étape  | 9 avr.  | Zumarraga – Gorraiz                 | étape vallonnée             | 149,5         | Julian Alaphilippe    | Maximilian Schachmann        |
| 3e étape  | 10 avr. | Sarriguren – Notre-Dame d'Estibaliz | étape vallonnée             | 191,4         | Maximilian Schachmann | Maximilian Schachmann        |
| 4e étape  | 11 avr. | Vitoria-Gasteiz – Arrigorriaga      | étape de moyenne montagne   | 164,1         | Maximilian Schachmann | Maximilian Schachmann        |
| 5e étape  | 12 avr. | Arrigorriaga – Arrate               | étape de montagne           | 149,8         | Emanuel Buchmann      | Emanuel Buchmann             |
| 6e étape  | 13 avr. | Eibar – Eibar                       | étape de montagne           | 118,2         | Adam Yates            | Ion Izagirre                 |

## Déroulement de la course

### 1reétape
| \| Classement de l'étape \| Classement de l'étape \| Classement de l'étape \| Classement de l'étape \| Classement de l'étape \| \| Coureur \| Coureur \| Pays \| Équipe \| Temps \| \| --------------------- \| --------------------- \| --------------------- \| --------------------- \| --------------------- \| \| 1er \| Maximilian Schachmann \| Allemagne \| Bora-Hansgrohe \| 17 min 10 s \| \| 2e \| Daniel Martínez \| Colombie \| EF Education First \| + 9 s \| \| 3e \| Michał Kwiatkowski \| Pologne \| Team Sky \| + 10 s \| \| 4e \| Julian Alaphilippe \| France \| Deceuninck-Quick Step \| + 12 s \| \| 5e \| Adam Yates \| Royaume-Uni \| Mitchelton-Scott \| + 16 s \| \| 6e \| Patrick Konrad \| Autriche \| Bora-Hansgrohe \| + 19 s \| \| 7e \| Ion Izagirre \| Espagne \| Astana \| + 22 s \| \| 8e \| Enric Mas \| Espagne \| Deceuninck-Quick Step \| + 24 s \| \| 9e \| Geraint Thomas \| Royaume-Uni \| Team Sky \| + 30 s \| \| 10e \| Hugh Carthy \| Royaume-Uni \| EF Education First \| + 31 s \| |                       |             |                       |             |
| |                       |             |                       |             |
| Source : ProCyclingStats |                       |             |                       |             |
| Classement de l'étape |                       |             |                       |             |
| Coureur | Coureur               | Pays        | Équipe                | Temps       |
| 1er | Maximilian Schachmann | Allemagne   | Bora-Hansgrohe        | 17 min 10 s |
| 2e | Daniel Martínez       | Colombie    | EF Education First    | + 9 s       |
| 3e | Michał Kwiatkowski    | Pologne     | Team Sky              | + 10 s      |
| 4e | Julian Alaphilippe    | France      | Deceuninck-Quick Step | + 12 s      |
| 5e | Adam Yates            | Royaume-Uni | Mitchelton-Scott      | + 16 s      |
| 6e | Patrick Konrad        | Autriche    | Bora-Hansgrohe        | + 19 s      |
| 7e | Ion Izagirre          | Espagne     | Astana                | + 22 s      |
| 8e | Enric Mas             | Espagne     | Deceuninck-Quick Step | + 24 s      |
| 9e | Geraint Thomas        | Royaume-Uni | Team Sky              | + 30 s      |
| 10e | Hugh Carthy           | Royaume-Uni | EF Education First    | + 31 s      |

| \| Classement général \| Classement général \| Classement général \| Classement général \| Classement général \| \| Coureur \| Coureur \| Pays \| Équipe \| Temps \| \| ------------------ \| --------------------- \| ------------------ \| --------------------- \| ------------------ \| \| 1er \| Maximilian Schachmann \| Allemagne \| Bora-Hansgrohe \| 17 min 10 s \| \| 2e \| Daniel Martínez \| Colombie \| EF Education First \| + 9 s \| \| 3e \| Michał Kwiatkowski \| Pologne \| Team Sky \| + 10 s \| \| 4e \| Julian Alaphilippe \| France \| Deceuninck-Quick Step \| + 12 s \| \| 5e \| Adam Yates \| Royaume-Uni \| Mitchelton-Scott \| + 16 s \| \| 6e \| Patrick Konrad \| Autriche \| Bora-Hansgrohe \| + 19 s \| \| 7e \| Ion Izagirre \| Espagne \| Astana \| + 22 s \| \| 8e \| Enric Mas \| Espagne \| Deceuninck-Quick Step \| + 24 s \| \| 9e \| Geraint Thomas \| Royaume-Uni \| Team Sky \| + 30 s \| \| 10e \| Hugh Carthy \| Royaume-Uni \| EF Education First \| + 31 s \| |                       |             |                       |             |
| |                       |             |                       |             |
| Source : ProCyclingStats |                       |             |                       |             |
| Classement général |                       |             |                       |             |
| Coureur | Coureur               | Pays        | Équipe                | Temps       |
| 1er | Maximilian Schachmann | Allemagne   | Bora-Hansgrohe        | 17 min 10 s |
| 2e | Daniel Martínez       | Colombie    | EF Education First    | + 9 s       |
| 3e | Michał Kwiatkowski    | Pologne     | Team Sky              | + 10 s      |
| 4e | Julian Alaphilippe    | France      | Deceuninck-Quick Step | + 12 s      |
| 5e | Adam Yates            | Royaume-Uni | Mitchelton-Scott      | + 16 s      |
| 6e | Patrick Konrad        | Autriche    | Bora-Hansgrohe        | + 19 s      |
| 7e | Ion Izagirre          | Espagne     | Astana                | + 22 s      |
| 8e | Enric Mas             | Espagne     | Deceuninck-Quick Step | + 24 s      |
| 9e | Geraint Thomas        | Royaume-Uni | Team Sky              | + 30 s      |
| 10e | Hugh Carthy           | Royaume-Uni | EF Education First    | + 31 s      |

### 2eétape
| \| Classement de l'étape \| Classement de l'étape \| Classement de l'étape \| Classement de l'étape \| Classement de l'étape \| \| Coureur \| Coureur \| Pays \| Équipe \| Temps \| \| --------------------- \| --------------------- \| --------------------- \| --------------------- \| --------------------- \| \| 1er \| Julian Alaphilippe \| France \| Deceuninck-Quick Step \| 3 h 29 min 37 s \| \| 2e \| Bjorg Lambrecht \| Belgique \| Lotto-Soudal \| + 1 s \| \| 3e \| Michał Kwiatkowski \| Pologne \| Team Sky \| + 1 s \| \| 4e \| Omar Fraile \| Espagne \| Astana \| + 1 s \| \| 5e \| Valentin Madouas \| France \| Groupama-FDJ \| + 1 s \| \| 6e \| Maximilian Schachmann \| Allemagne \| Bora-Hansgrohe \| + 1 s \| \| 7e \| Patrick Konrad \| Autriche \| Bora-Hansgrohe \| + 1 s \| \| 8e \| Ion Izagirre \| Espagne \| Astana \| + 1 s \| \| 9e \| Tadej Pogačar \| Slovénie \| UAE Team Emirates \| + 1 s \| \| 10e \| Pieter Serry \| Belgique \| Deceuninck-Quick Step \| + 1 s \| |                       |           |                       |                 |
| |                       |           |                       |                 |
| Source : ProCyclingStats |                       |           |                       |                 |
| Classement de l'étape |                       |           |                       |                 |
| Coureur | Coureur               | Pays      | Équipe                | Temps           |
| 1er | Julian Alaphilippe    | France    | Deceuninck-Quick Step | 3 h 29 min 37 s |
| 2e | Bjorg Lambrecht       | Belgique  | Lotto-Soudal          | + 1 s           |
| 3e | Michał Kwiatkowski    | Pologne   | Team Sky              | + 1 s           |
| 4e | Omar Fraile           | Espagne   | Astana                | + 1 s           |
| 5e | Valentin Madouas      | France    | Groupama-FDJ          | + 1 s           |
| 6e | Maximilian Schachmann | Allemagne | Bora-Hansgrohe        | + 1 s           |
| 7e | Patrick Konrad        | Autriche  | Bora-Hansgrohe        | + 1 s           |
| 8e | Ion Izagirre          | Espagne   | Astana                | + 1 s           |
| 9e | Tadej Pogačar         | Slovénie  | UAE Team Emirates     | + 1 s           |
| 10e | Pieter Serry          | Belgique  | Deceuninck-Quick Step | + 1 s           |

| \| Classement général \| Classement général \| Classement général \| Classement général \| Classement général \| \| Coureur \| Coureur \| Pays \| Équipe \| Temps \| \| ------------------ \| --------------------- \| ------------------ \| --------------------- \| ------------------ \| \| 1er \| Maximilian Schachmann \| Allemagne \| Bora-Hansgrohe \| 3 h 46 min 44 s \| \| 2e \| Julian Alaphilippe \| France \| Deceuninck-Quick Step \| + 5 s \| \| 3e \| Michał Kwiatkowski \| Pologne \| Team Sky \| + 10 s \| \| 4e \| Daniel Martínez \| Colombie \| EF Education First \| + 13 s \| \| 5e \| Ion Izagirre \| Espagne \| Astana \| + 23 s \| \| 6e \| Patrick Konrad \| Autriche \| Bora-Hansgrohe \| + 23 s \| \| 7e \| Enric Mas \| Espagne \| Deceuninck-Quick Step \| + 28 s \| \| 8e \| Dylan Teuns \| Belgique \| Bahrain-Merida \| + 36 s \| \| 9e \| Dan Martin \| Irlande \| UAE Team Emirates \| + 39 s \| \| 10e \| Emanuel Buchmann \| Allemagne \| Bora-Hansgrohe \| + 41 s \| |                       |           |                       |                 |
| |                       |           |                       |                 |
| Source : ProCyclingStats |                       |           |                       |                 |
| Classement général |                       |           |                       |                 |
| Coureur | Coureur               | Pays      | Équipe                | Temps           |
| 1er | Maximilian Schachmann | Allemagne | Bora-Hansgrohe        | 3 h 46 min 44 s |
| 2e | Julian Alaphilippe    | France    | Deceuninck-Quick Step | + 5 s           |
| 3e | Michał Kwiatkowski    | Pologne   | Team Sky              | + 10 s          |
| 4e | Daniel Martínez       | Colombie  | EF Education First    | + 13 s          |
| 5e | Ion Izagirre          | Espagne   | Astana                | + 23 s          |
| 6e | Patrick Konrad        | Autriche  | Bora-Hansgrohe        | + 23 s          |
| 7e | Enric Mas             | Espagne   | Deceuninck-Quick Step | + 28 s          |
| 8e | Dylan Teuns           | Belgique  | Bahrain-Merida        | + 36 s          |
| 9e | Dan Martin            | Irlande   | UAE Team Emirates     | + 39 s          |
| 10e | Emanuel Buchmann      | Allemagne | Bora-Hansgrohe        | + 41 s          |

### 3eétape
| \| Classement de l'étape \| Classement de l'étape \| Classement de l'étape \| Classement de l'étape \| Classement de l'étape \| \| Coureur \| Coureur \| Pays \| Équipe \| Temps \| \| --------------------- \| ---------------------- \| --------------------- \| ---------------------- \| --------------------- \| \| 1er \| Maximilian Schachmann \| Allemagne \| Bora-Hansgrohe \| 4 h 47 min 57 s \| \| 2e \| Diego Ulissi \| Italie \| UAE Team Emirates \| + 0 s \| \| 3e \| Enrico Battaglin \| Italie \| Katusha-Alpecin \| + 0 s \| \| 4e \| Marc Hirschi \| Suisse \| Team Sunweb \| + 0 s \| \| 5e \| Ion Izagirre \| Espagne \| Astana \| + 0 s \| \| 6e \| Jon Aberasturi \| Espagne \| Caja Rural-Seguros RGA \| + 0 s \| \| 7e \| Adam Yates \| Royaume-Uni \| Mitchelton-Scott \| + 0 s \| \| 8e \| Bauke Mollema \| Pays-Bas \| Trek-Segafredo \| + 0 s \| \| 9e \| Carlos Julián Quintero \| Colombie \| Manzana Postobón \| + 0 s \| \| 10e \| Grega Bole \| Slovénie \| Bahrain-Merida \| + 0 s \| |                        |             |                        |                 |
| |                        |             |                        |                 |
| Source : ProCyclingStats |                        |             |                        |                 |
| Classement de l'étape |                        |             |                        |                 |
| Coureur | Coureur                | Pays        | Équipe                 | Temps           |
| 1er | Maximilian Schachmann  | Allemagne   | Bora-Hansgrohe         | 4 h 47 min 57 s |
| 2e | Diego Ulissi           | Italie      | UAE Team Emirates      | + 0 s           |
| 3e | Enrico Battaglin       | Italie      | Katusha-Alpecin        | + 0 s           |
| 4e | Marc Hirschi           | Suisse      | Team Sunweb            | + 0 s           |
| 5e | Ion Izagirre           | Espagne     | Astana                 | + 0 s           |
| 6e | Jon Aberasturi         | Espagne     | Caja Rural-Seguros RGA | + 0 s           |
| 7e | Adam Yates             | Royaume-Uni | Mitchelton-Scott       | + 0 s           |
| 8e | Bauke Mollema          | Pays-Bas    | Trek-Segafredo         | + 0 s           |
| 9e | Carlos Julián Quintero | Colombie    | Manzana Postobón       | + 0 s           |
| 10e | Grega Bole             | Slovénie    | Bahrain-Merida         | + 0 s           |

| \| Classement général \| Classement général \| Classement général \| Classement général \| Classement général \| \| Coureur \| Coureur \| Pays \| Équipe \| Temps \| \| ------------------ \| --------------------- \| ------------------ \| ------------------ \| ------------------ \| \| 1er \| Maximilian Schachmann \| Allemagne \| Bora-Hansgrohe \| 8 h 34 min 31 s \| \| 2e \| Ion Izagirre \| Espagne \| Astana \| + 33 s \| \| 3e \| Patrick Konrad \| Autriche \| Bora-Hansgrohe \| + 33 s \| \| 4e \| Daniel Martínez \| Colombie \| EF Education First \| + 48 s \| \| 5e \| Dan Martin \| Irlande \| UAE Team Emirates \| + 49 s \| \| 6e \| Emanuel Buchmann \| Allemagne \| Bora-Hansgrohe \| + 51 s \| \| 7e \| Pello Bilbao \| Espagne \| Astana \| + 54 s \| \| 8e \| Dylan Teuns \| Belgique \| Bahrain-Merida \| + 1 min 11 s \| \| 9e \| Mikel Landa \| Espagne \| Movistar Team \| + 1 min 16 s \| \| 10e \| Sam Oomen \| Pays-Bas \| Team Sunweb \| + 1 min 16 s \| |                       |           |                    |                 |
| |                       |           |                    |                 |
| Source : ProCyclingStats |                       |           |                    |                 |
| Classement général |                       |           |                    |                 |
| Coureur | Coureur               | Pays      | Équipe             | Temps           |
| 1er | Maximilian Schachmann | Allemagne | Bora-Hansgrohe     | 8 h 34 min 31 s |
| 2e | Ion Izagirre          | Espagne   | Astana             | + 33 s          |
| 3e | Patrick Konrad        | Autriche  | Bora-Hansgrohe     | + 33 s          |
| 4e | Daniel Martínez       | Colombie  | EF Education First | + 48 s          |
| 5e | Dan Martin            | Irlande   | UAE Team Emirates  | + 49 s          |
| 6e | Emanuel Buchmann      | Allemagne | Bora-Hansgrohe     | + 51 s          |
| 7e | Pello Bilbao          | Espagne   | Astana             | + 54 s          |
| 8e | Dylan Teuns           | Belgique  | Bahrain-Merida     | + 1 min 11 s    |
| 9e | Mikel Landa           | Espagne   | Movistar Team      | + 1 min 16 s    |
| 10e | Sam Oomen             | Pays-Bas  | Team Sunweb        | + 1 min 16 s    |

### 4eétape
| \| Classement de l'étape \| Classement de l'étape \| Classement de l'étape \| Classement de l'étape \| Classement de l'étape \| \| Coureur \| Coureur \| Pays \| Équipe \| Temps \| \| --------------------- \| --------------------- \| --------------------- \| --------------------- \| --------------------- \| \| 1er \| Maximilian Schachmann \| Allemagne \| Bora-Hansgrohe \| 4 h 03 min 55 s \| \| 2e \| Tadej Pogačar \| Slovénie \| UAE Team Emirates \| + 0 s \| \| 3e \| Jakob Fuglsang \| Danemark \| Astana \| + 1 s \| \| 4e \| Adam Yates \| Royaume-Uni \| Mitchelton-Scott \| + 1 s \| \| 5e \| Marc Hirschi \| Suisse \| Team Sunweb \| + 9 s \| \| 6e \| Emanuel Buchmann \| Allemagne \| Bora-Hansgrohe \| + 9 s \| \| 7e \| Patrick Konrad \| Autriche \| Bora-Hansgrohe \| + 9 s \| \| 8e \| Ion Izagirre \| Espagne \| Astana \| + 9 s \| \| 9e \| Valentin Madouas \| France \| Groupama-FDJ \| + 9 s \| \| 10e \| Bjorg Lambrecht \| Belgique \| Lotto-Soudal \| + 9 s \| |                       |             |                   |                 |
| |                       |             |                   |                 |
| Source : ProCyclingStats |                       |             |                   |                 |
| Classement de l'étape |                       |             |                   |                 |
| Coureur | Coureur               | Pays        | Équipe            | Temps           |
| 1er | Maximilian Schachmann | Allemagne   | Bora-Hansgrohe    | 4 h 03 min 55 s |
| 2e | Tadej Pogačar         | Slovénie    | UAE Team Emirates | + 0 s           |
| 3e | Jakob Fuglsang        | Danemark    | Astana            | + 1 s           |
| 4e | Adam Yates            | Royaume-Uni | Mitchelton-Scott  | + 1 s           |
| 5e | Marc Hirschi          | Suisse      | Team Sunweb       | + 9 s           |
| 6e | Emanuel Buchmann      | Allemagne   | Bora-Hansgrohe    | + 9 s           |
| 7e | Patrick Konrad        | Autriche    | Bora-Hansgrohe    | + 9 s           |
| 8e | Ion Izagirre          | Espagne     | Astana            | + 9 s           |
| 9e | Valentin Madouas      | France      | Groupama-FDJ      | + 9 s           |
| 10e | Bjorg Lambrecht       | Belgique    | Lotto-Soudal      | + 9 s           |

| \| Classement général \| Classement général \| Classement général \| Classement général \| Classement général \| \| Coureur \| Coureur \| Pays \| Équipe \| Temps \| \| ------------------ \| --------------------- \| ------------------ \| ------------------ \| ------------------ \| \| 1er \| Maximilian Schachmann \| Allemagne \| Bora-Hansgrohe \| 12 h 38 min 16 s \| \| 2e \| Patrick Konrad \| Autriche \| Bora-Hansgrohe \| + 51 s \| \| 3e \| Ion Izagirre \| Espagne \| Astana \| + 52 s \| \| 4e \| Daniel Martínez \| Colombie \| EF Education First \| + 1 min 07 s \| \| 5e \| Dan Martin \| Irlande \| UAE Team Emirates \| + 1 min 08 s \| \| 6e \| Emanuel Buchmann \| Allemagne \| Bora-Hansgrohe \| + 1 min 10 s \| \| 7e \| Jakob Fuglsang \| Danemark \| Astana \| + 1 min 24 s \| \| 8e \| Dylan Teuns \| Belgique \| Bahrain-Merida \| + 1 min 30 s \| \| 9e \| Mikel Landa \| Espagne \| Movistar Team \| + 1 min 35 s \| \| 10e \| Mikel Nieve \| Espagne \| Mitchelton-Scott \| + 1 min 38 s \| |                       |           |                    |                  |
| |                       |           |                    |                  |
| Source : ProCyclingStats |                       |           |                    |                  |
| Classement général |                       |           |                    |                  |
| Coureur | Coureur               | Pays      | Équipe             | Temps            |
| 1er | Maximilian Schachmann | Allemagne | Bora-Hansgrohe     | 12 h 38 min 16 s |
| 2e | Patrick Konrad        | Autriche  | Bora-Hansgrohe     | + 51 s           |
| 3e | Ion Izagirre          | Espagne   | Astana             | + 52 s           |
| 4e | Daniel Martínez       | Colombie  | EF Education First | + 1 min 07 s     |
| 5e | Dan Martin            | Irlande   | UAE Team Emirates  | + 1 min 08 s     |
| 6e | Emanuel Buchmann      | Allemagne | Bora-Hansgrohe     | + 1 min 10 s     |
| 7e | Jakob Fuglsang        | Danemark  | Astana             | + 1 min 24 s     |
| 8e | Dylan Teuns           | Belgique  | Bahrain-Merida     | + 1 min 30 s     |
| 9e | Mikel Landa           | Espagne   | Movistar Team      | + 1 min 35 s     |
| 10e | Mikel Nieve           | Espagne   | Mitchelton-Scott   | + 1 min 38 s     |

### 5eétape
| \| Classement de l'étape \| Classement de l'étape \| Classement de l'étape \| Classement de l'étape \| Classement de l'étape \| \| Coureur \| Coureur \| Pays \| Équipe \| Temps \| \| --------------------- \| --------------------- \| --------------------- \| --------------------- \| --------------------- \| \| 1er \| Emanuel Buchmann \| Allemagne \| Bora-Hansgrohe \| 3 h 44 min 14 s \| \| 2e \| Ion Izagirre \| Espagne \| Astana \| + 1 min 08 s \| \| 3e \| Adam Yates \| Royaume-Uni \| Mitchelton-Scott \| + 1 min 08 s \| \| 4e \| Jakob Fuglsang \| Danemark \| Astana \| + 1 min 08 s \| \| 5e \| Tadej Pogačar \| Slovénie \| UAE Team Emirates \| + 1 min 24 s \| \| 6e \| Dan Martin \| Irlande \| UAE Team Emirates \| + 1 min 24 s \| \| 7e \| Mikel Landa \| Espagne \| Movistar Team \| + 1 min 50 s \| \| 8e \| Lucas Hamilton \| Australie \| Mitchelton-Scott \| + 2 min 04 s \| \| 9e \| Maximilian Schachmann \| Allemagne \| Bora-Hansgrohe \| + 2 min 04 s \| \| 10e \| Patrick Konrad \| Autriche \| Bora-Hansgrohe \| + 2 min 04 s \| |                       |             |                   |                 |
| |                       |             |                   |                 |
| Source : ProCyclingStats |                       |             |                   |                 |
| Classement de l'étape |                       |             |                   |                 |
| Coureur | Coureur               | Pays        | Équipe            | Temps           |
| 1er | Emanuel Buchmann      | Allemagne   | Bora-Hansgrohe    | 3 h 44 min 14 s |
| 2e | Ion Izagirre          | Espagne     | Astana            | + 1 min 08 s    |
| 3e | Adam Yates            | Royaume-Uni | Mitchelton-Scott  | + 1 min 08 s    |
| 4e | Jakob Fuglsang        | Danemark    | Astana            | + 1 min 08 s    |
| 5e | Tadej Pogačar         | Slovénie    | UAE Team Emirates | + 1 min 24 s    |
| 6e | Dan Martin            | Irlande     | UAE Team Emirates | + 1 min 24 s    |
| 7e | Mikel Landa           | Espagne     | Movistar Team     | + 1 min 50 s    |
| 8e | Lucas Hamilton        | Australie   | Mitchelton-Scott  | + 2 min 04 s    |
| 9e | Maximilian Schachmann | Allemagne   | Bora-Hansgrohe    | + 2 min 04 s    |
| 10e | Patrick Konrad        | Autriche    | Bora-Hansgrohe    | + 2 min 04 s    |

| \| Classement général \| Classement général \| Classement général \| Classement général \| Classement général \| \| Coureur \| Coureur \| Pays \| Équipe \| Temps \| \| ------------------ \| --------------------- \| ------------------ \| ------------------ \| ------------------ \| \| 1er \| Emanuel Buchmann \| Allemagne \| Bora-Hansgrohe \| 16 h 23 min 30 s \| \| 2e \| Ion Izagirre \| Espagne \| Astana \| + 54 s \| \| 3e \| Maximilian Schachmann \| Allemagne \| Bora-Hansgrohe \| + 1 min 04 s \| \| 4e \| Dan Martin \| Irlande \| UAE Team Emirates \| + 1 min 32 s \| \| 5e \| Jakob Fuglsang \| Danemark \| Astana \| + 1 min 32 s \| \| 6e \| Patrick Konrad \| Autriche \| Bora-Hansgrohe \| + 1 min 55 s \| \| 7e \| Adam Yates \| Royaume-Uni \| Mitchelton-Scott \| + 1 min 56 s \| \| 8e \| Daniel Martínez \| Colombie \| EF Education First \| + 2 min 11 s \| \| 9e \| Mikel Landa \| Espagne \| Movistar Team \| + 2 min 25 s \| \| 10e \| Tadej Pogačar \| Slovénie \| UAE Team Emirates \| + 2 min 25 s \| |                       |             |                    |                  |
| |                       |             |                    |                  |
| Source : ProCyclingStats |                       |             |                    |                  |
| Classement général |                       |             |                    |                  |
| Coureur | Coureur               | Pays        | Équipe             | Temps            |
| 1er | Emanuel Buchmann      | Allemagne   | Bora-Hansgrohe     | 16 h 23 min 30 s |
| 2e | Ion Izagirre          | Espagne     | Astana             | + 54 s           |
| 3e | Maximilian Schachmann | Allemagne   | Bora-Hansgrohe     | + 1 min 04 s     |
| 4e | Dan Martin            | Irlande     | UAE Team Emirates  | + 1 min 32 s     |
| 5e | Jakob Fuglsang        | Danemark    | Astana             | + 1 min 32 s     |
| 6e | Patrick Konrad        | Autriche    | Bora-Hansgrohe     | + 1 min 55 s     |
| 7e | Adam Yates            | Royaume-Uni | Mitchelton-Scott   | + 1 min 56 s     |
| 8e | Daniel Martínez       | Colombie    | EF Education First | + 2 min 11 s     |
| 9e | Mikel Landa           | Espagne     | Movistar Team      | + 2 min 25 s     |
| 10e | Tadej Pogačar         | Slovénie    | UAE Team Emirates  | + 2 min 25 s     |

### 6eétape
| \| Classement de l'étape \| Classement de l'étape \| Classement de l'étape \| Classement de l'étape \| Classement de l'étape \| \| Coureur \| Coureur \| Pays \| Équipe \| Temps \| \| --------------------- \| --------------------- \| --------------------- \| --------------------- \| --------------------- \| \| 1er \| Adam Yates \| Royaume-Uni \| Mitchelton-Scott \| 2 h 59 min 46 s \| \| 2e \| Dan Martin \| Irlande \| UAE Team Emirates \| + 1 s \| \| 3e \| Jakob Fuglsang \| Danemark \| Astana \| + 1 s \| \| 4e \| Ion Izagirre \| Espagne \| Astana \| + 1 s \| \| 5e \| Tadej Pogačar \| Slovénie \| UAE Team Emirates \| + 7 s \| \| 6e \| Bauke Mollema \| Pays-Bas \| Trek-Segafredo \| + 1 min 24 s \| \| 7e \| Mikel Landa \| Espagne \| Movistar Team \| + 1 min 24 s \| \| 8e \| Hugh Carthy \| Royaume-Uni \| EF Education First \| + 1 min 24 s \| \| 9e \| David Gaudu \| France \| Groupama-FDJ \| + 1 min 24 s \| \| 10e \| Lucas Hamilton \| Australie \| Mitchelton-Scott \| + 1 min 24 s \| |                |             |                    |                 |
| |                |             |                    |                 |
| Source : ProCyclingStats |                |             |                    |                 |
| Classement de l'étape |                |             |                    |                 |
| Coureur | Coureur        | Pays        | Équipe             | Temps           |
| 1er | Adam Yates     | Royaume-Uni | Mitchelton-Scott   | 2 h 59 min 46 s |
| 2e | Dan Martin     | Irlande     | UAE Team Emirates  | + 1 s           |
| 3e | Jakob Fuglsang | Danemark    | Astana             | + 1 s           |
| 4e | Ion Izagirre   | Espagne     | Astana             | + 1 s           |
| 5e | Tadej Pogačar  | Slovénie    | UAE Team Emirates  | + 7 s           |
| 6e | Bauke Mollema  | Pays-Bas    | Trek-Segafredo     | + 1 min 24 s    |
| 7e | Mikel Landa    | Espagne     | Movistar Team      | + 1 min 24 s    |
| 8e | Hugh Carthy    | Royaume-Uni | EF Education First | + 1 min 24 s    |
| 9e | David Gaudu    | France      | Groupama-FDJ       | + 1 min 24 s    |
| 10e | Lucas Hamilton | Australie   | Mitchelton-Scott   | + 1 min 24 s    |

## Classements finals

### Classement général final
| \| Classement général \| Classement général \| Classement général \| Classement général \| Classement général \| \| Coureur \| Coureur \| Pays \| Équipe \| Temps \| \| ------------------ \| --------------------- \| ------------------ \| ----------------------------- \| ------------------ \| \| 1er \| Ion Izagirre \| Espagne \| Astana \| 19 h 24 min 09 s \| \| 2e \| Dan Martin \| Irlande \| UAE Team Emirates \| + 29 s \| \| 3e \| Emanuel Buchmann \| Allemagne \| Bora-Hansgrohe \| + 31 s \| \| 4e \| Jakob Fuglsang \| Danemark \| Astana \| + 36 s \| \| 5e \| Adam Yates \| Royaume-Uni \| Mitchelton-Scott \| + 51 s \| \| 6e \| Tadej Pogačar \| Slovénie \| UAE Team Emirates \| + 1 min 36 s \| \| 7e \| Mikel Landa \| Espagne \| Movistar Team \| + 2 min 56 s \| \| 8e \| Mikel Nieve \| Espagne \| Mitchelton-Scott \| + 3 min 13 s \| \| 9e \| Patrick Konrad \| Autriche \| Bora-Hansgrohe \| + 3 min 29 s \| \| 10e \| Maximilian Schachmann \| Allemagne \| Bora-Hansgrohe \| + 3 min 44 s \| \| 11e \| Enric Mas \| Espagne \| Deceuninck-Quick Step \| + 4 min 15 s \| \| 12e \| Hugh Carthy \| Royaume-Uni \| EF Education First \| + 5 min 25 s \| \| 13e \| Diego Ulissi \| Italie \| UAE Team Emirates \| + 6 min 02 s \| \| 14e \| Sergio Henao \| Colombie \| UAE Team Emirates \| + 6 min 15 s \| \| 15e \| Lucas Hamilton \| Australie \| Mitchelton-Scott \| + 6 min 43 s \| \| 16e \| Víctor de la Parte \| Espagne \| CCC Team \| + 6 min 45 s \| \| 17e \| Valentin Madouas \| France \| Groupama-FDJ \| + 7 min 06 s \| \| 18e \| David Gaudu \| France \| Groupama-FDJ \| + 9 min 03 s \| \| 19e \| Bjorg Lambrecht \| Belgique \| Lotto-Soudal \| + 11 min 43 s \| \| 20e \| Daniel Martínez \| Colombie \| EF Education First \| + 15 min 56 s \| \| 21e \| Bauke Mollema \| Pays-Bas \| Trek-Segafredo \| + 16 min 43 s \| \| 22e \| George Bennett \| Nouvelle-Zélande \| Team Jumbo-Visma \| + 18 min 51 s \| \| 23e \| José Joaquín Rojas \| Espagne \| Movistar Team \| + 19 min 32 s \| \| 24e \| Dylan Teuns \| Belgique \| Bahrain-Merida \| + 21 min 25 s \| \| 25e \| Mikel Bizkarra \| Espagne \| Euskadi Basque Country-Murias \| + 22 min 53 s \| |                       |                  |                               |                  |
| |                       |                  |                               |                  |
| Source : ProCyclingStats |                       |                  |                               |                  |
| Classement général |                       |                  |                               |                  |
| Coureur | Coureur               | Pays             | Équipe                        | Temps            |
| 1er | Ion Izagirre          | Espagne          | Astana                        | 19 h 24 min 09 s |
| 2e | Dan Martin            | Irlande          | UAE Team Emirates             | + 29 s           |
| 3e | Emanuel Buchmann      | Allemagne        | Bora-Hansgrohe                | + 31 s           |
| 4e | Jakob Fuglsang        | Danemark         | Astana                        | + 36 s           |
| 5e | Adam Yates            | Royaume-Uni      | Mitchelton-Scott              | + 51 s           |
| 6e | Tadej Pogačar         | Slovénie         | UAE Team Emirates             | + 1 min 36 s     |
| 7e | Mikel Landa           | Espagne          | Movistar Team                 | + 2 min 56 s     |
| 8e | Mikel Nieve           | Espagne          | Mitchelton-Scott              | + 3 min 13 s     |
| 9e | Patrick Konrad        | Autriche         | Bora-Hansgrohe                | + 3 min 29 s     |
| 10e | Maximilian Schachmann | Allemagne        | Bora-Hansgrohe                | + 3 min 44 s     |
| 11e | Enric Mas             | Espagne          | Deceuninck-Quick Step         | + 4 min 15 s     |
| 12e | Hugh Carthy           | Royaume-Uni      | EF Education First            | + 5 min 25 s     |
| 13e | Diego Ulissi          | Italie           | UAE Team Emirates             | + 6 min 02 s     |
| 14e | Sergio Henao          | Colombie         | UAE Team Emirates             | + 6 min 15 s     |
| 15e | Lucas Hamilton        | Australie        | Mitchelton-Scott              | + 6 min 43 s     |
| 16e | Víctor de la Parte    | Espagne          | CCC Team                      | + 6 min 45 s     |
| 17e | Valentin Madouas      | France           | Groupama-FDJ                  | + 7 min 06 s     |
| 18e | David Gaudu           | France           | Groupama-FDJ                  | + 9 min 03 s     |
| 19e | Bjorg Lambrecht       | Belgique         | Lotto-Soudal                  | + 11 min 43 s    |
| 20e | Daniel Martínez       | Colombie         | EF Education First            | + 15 min 56 s    |
| 21e | Bauke Mollema         | Pays-Bas         | Trek-Segafredo                | + 16 min 43 s    |
| 22e | George Bennett        | Nouvelle-Zélande | Team Jumbo-Visma              | + 18 min 51 s    |
| 23e | José Joaquín Rojas    | Espagne          | Movistar Team                 | + 19 min 32 s    |
| 24e | Dylan Teuns           | Belgique         | Bahrain-Merida                | + 21 min 25 s    |
| 25e | Mikel Bizkarra        | Espagne          | Euskadi Basque Country-Murias | + 22 min 53 s    |

### Classements annexes
| Classement de la montagne | Classement de la montagne | Classement de la montagne | Classement de la montagne     | Classement de la montagne |
| Coureur                   | Coureur                   | Pays                      | Équipe                        | Points                    |
| ------------------------- | ------------------------- | ------------------------- | ----------------------------- | ------------------------- |
| 1er                       | Adam Yates                | Royaume-Uni               | Mitchelton-Scott              | 34 pts                    |
| 2e                        | Alessandro De Marchi      | Italie                    | CCC Team                      | 30 pts                    |
| 3e                        | Ion Izagirre              | Espagne                   | Astana                        | 29 pts                    |
| 4e                        | Jakob Fuglsang            | Danemark                  | Astana                        | 24 pts                    |
| 5e                        | Emanuel Buchmann          | Allemagne                 | Bora-Hansgrohe                | 15 pts                    |
| 6e                        | Tadej Pogačar             | Slovénie                  | UAE Team Emirates             | 15 pts                    |
| 7e                        | Carlos Verona             | Espagne                   | Movistar Team                 | 13 pts                    |
| 8e                        | Luis León Sánchez         | Espagne                   | Astana                        | 12 pts                    |
| 9e                        | Julien Bernard            | France                    | Trek-Segafredo                | 12 pts                    |
| 10e                       | Garikoitz Bravo           | Espagne                   | Euskadi Basque Country-Murias | 12 pts                    |

| Classement de la montagne | Classement de la montagne | Classement de la montagne | Classement de la montagne     | Classement de la montagne |
| Coureur                   | Coureur                   | Pays                      | Équipe                        | Points                    |
| ------------------------- | ------------------------- | ------------------------- | ----------------------------- | ------------------------- |
| 1er                       | Adam Yates                | Royaume-Uni               | Mitchelton-Scott              | 34 pts                    |
| 2e                        | Alessandro De Marchi      | Italie                    | CCC Team                      | 30 pts                    |
| 3e                        | Ion Izagirre              | Espagne                   | Astana                        | 29 pts                    |
| 4e                        | Jakob Fuglsang            | Danemark                  | Astana                        | 24 pts                    |
| 5e                        | Emanuel Buchmann          | Allemagne                 | Bora-Hansgrohe                | 15 pts                    |
| 6e                        | Tadej Pogačar             | Slovénie                  | UAE Team Emirates             | 15 pts                    |
| 7e                        | Carlos Verona             | Espagne                   | Movistar Team                 | 13 pts                    |
| 8e                        | Luis León Sánchez         | Espagne                   | Astana                        | 12 pts                    |
| 9e                        | Julien Bernard            | France                    | Trek-Segafredo                | 12 pts                    |
| 10e                       | Garikoitz Bravo           | Espagne                   | Euskadi Basque Country-Murias | 12 pts                    |

| Classement par points | Classement par points | Classement par points | Classement par points | Classement par points |
| Coureur               | Coureur               | Pays                  | Équipe                | Points                |
| --------------------- | --------------------- | --------------------- | --------------------- | --------------------- |
| 1er                   | Maximilian Schachmann | Allemagne             | Bora-Hansgrohe        | 96 pts                |
| 2e                    | Adam Yates            | Royaume-Uni           | Mitchelton-Scott      | 78 pts                |
| 3e                    | Ion Izagirre          | Espagne               | Astana                | 76 pts                |
| 4e                    | Tadej Pogačar         | Slovénie              | UAE Team Emirates     | 54 pts                |
| 5e                    | Jakob Fuglsang        | Danemark              | Astana                | 50 pts                |
| 6e                    | Emanuel Buchmann      | Allemagne             | Bora-Hansgrohe        | 40 pts                |
| 7e                    | Julian Alaphilippe    | France                | Deceuninck-Quick Step | 39 pts                |
| 8e                    | Dan Martin            | Irlande               | UAE Team Emirates     | 39 pts                |
| 9e                    | Patrick Konrad        | Autriche              | Bora-Hansgrohe        | 35 pts                |
| 10e                   | Michał Kwiatkowski    | Pologne               | Team Sky              | 32 pts                |

| Classement par points | Classement par points | Classement par points | Classement par points | Classement par points |
| Coureur               | Coureur               | Pays                  | Équipe                | Points                |
| --------------------- | --------------------- | --------------------- | --------------------- | --------------------- |
| 1er                   | Maximilian Schachmann | Allemagne             | Bora-Hansgrohe        | 96 pts                |
| 2e                    | Adam Yates            | Royaume-Uni           | Mitchelton-Scott      | 78 pts                |
| 3e                    | Ion Izagirre          | Espagne               | Astana                | 76 pts                |
| 4e                    | Tadej Pogačar         | Slovénie              | UAE Team Emirates     | 54 pts                |
| 5e                    | Jakob Fuglsang        | Danemark              | Astana                | 50 pts                |
| 6e                    | Emanuel Buchmann      | Allemagne             | Bora-Hansgrohe        | 40 pts                |
| 7e                    | Julian Alaphilippe    | France                | Deceuninck-Quick Step | 39 pts                |
| 8e                    | Dan Martin            | Irlande               | UAE Team Emirates     | 39 pts                |
| 9e                    | Patrick Konrad        | Autriche              | Bora-Hansgrohe        | 35 pts                |
| 10e                   | Michał Kwiatkowski    | Pologne               | Team Sky              | 32 pts                |

| Classement du meilleur jeune | Classement du meilleur jeune | Classement du meilleur jeune | Classement du meilleur jeune | Classement du meilleur jeune |
| Coureur                      | Coureur                      | Pays                         | Équipe                       | Temps                        |
| ---------------------------- | ---------------------------- | ---------------------------- | ---------------------------- | ---------------------------- |
| 1er                          | Tadej Pogačar                | Slovénie                     | UAE Team Emirates            | 19 h 25 min 45 s             |
| 2e                           | Maximilian Schachmann        | Allemagne                    | Bora-Hansgrohe               | + 2 min 08 s                 |
| 3e                           | Enric Mas                    | Espagne                      | Deceuninck-Quick Step        | + 2 min 39 s                 |
| 4e                           | Hugh Carthy                  | Royaume-Uni                  | EF Education First           | + 3 min 49 s                 |
| 5e                           | Lucas Hamilton               | Australie                    | Mitchelton-Scott             | + 5 min 07 s                 |
| 6e                           | Valentin Madouas             | France                       | Groupama-FDJ                 | + 5 min 30 s                 |
| 7e                           | David Gaudu                  | France                       | Groupama-FDJ                 | + 7 min 27 s                 |
| 8e                           | Bjorg Lambrecht              | Belgique                     | Lotto-Soudal                 | + 10 min 07 s                |
| 9e                           | Daniel Martínez              | Colombie                     | EF Education First           | + 14 min 20 s                |
| 10e                          | Jonas Vingegaard             | Danemark                     | Team Jumbo-Visma             | + 28 min 54 s                |

| Classement du meilleur jeune | Classement du meilleur jeune | Classement du meilleur jeune | Classement du meilleur jeune | Classement du meilleur jeune |
| Coureur                      | Coureur                      | Pays                         | Équipe                       | Temps                        |
| ---------------------------- | ---------------------------- | ---------------------------- | ---------------------------- | ---------------------------- |
| 1er                          | Tadej Pogačar                | Slovénie                     | UAE Team Emirates            | 19 h 25 min 45 s             |
| 2e                           | Maximilian Schachmann        | Allemagne                    | Bora-Hansgrohe               | + 2 min 08 s                 |
| 3e                           | Enric Mas                    | Espagne                      | Deceuninck-Quick Step        | + 2 min 39 s                 |
| 4e                           | Hugh Carthy                  | Royaume-Uni                  | EF Education First           | + 3 min 49 s                 |
| 5e                           | Lucas Hamilton               | Australie                    | Mitchelton-Scott             | + 5 min 07 s                 |
| 6e                           | Valentin Madouas             | France                       | Groupama-FDJ                 | + 5 min 30 s                 |
| 7e                           | David Gaudu                  | France                       | Groupama-FDJ                 | + 7 min 27 s                 |
| 8e                           | Bjorg Lambrecht              | Belgique                     | Lotto-Soudal                 | + 10 min 07 s                |
| 9e                           | Daniel Martínez              | Colombie                     | EF Education First           | + 14 min 20 s                |
| 10e                          | Jonas Vingegaard             | Danemark                     | Team Jumbo-Visma             | + 28 min 54 s                |

### Classements UCI
La course attribue des points au Classement mondial UCI 2019 selon le barème suivant :
| Position           | 1er | 2e  | 3e  | 4e  | 5e  | 6e  | 7e  | 8e  | 9e | 10e | 11e | 12e | 13e | 14e | 15e | 16e à 20e | 21e à 30e | 31e à 50e | 51e à 55e | 56e à 60e |
| Classement général | 400 | 320 | 260 | 220 | 180 | 140 | 120 | 100 | 80 | 68  | 56  | 48  | 40  | 32  | 28  | 24        | 16        | 8         | 4         | 2         |
| Par étapes         | 50  | 20  | 8   |     |     |     |     |     |    |     |     |     |     |     |     |           |           |           |           |           |
| Leader             | 8   |     |     |     |     |     |     |     |    |     |     |     |     |     |     |           |           |           |           |           |

## Évolution des classements
| Étape              | Vainqueur             | Classement général    | Classement par points | Classement de la montagne | Classement du meilleur jeune |
| ------------------ | --------------------- | --------------------- | --------------------- | ------------------------- | ---------------------------- |
| 1                  | Maximilian Schachmann | Maximilian Schachmann | Maximilian Schachmann | Daniel Martínez           | Maximilian Schachmann        |
| 2                  | Julian Alaphilippe    | Maximilian Schachmann | Maximilian Schachmann | Garikoitz Bravo           | Maximilian Schachmann        |
| 3                  | Maximilian Schachmann | Maximilian Schachmann | Maximilian Schachmann | Garikoitz Bravo           | Maximilian Schachmann        |
| 4                  | Maximilian Schachmann | Maximilian Schachmann | Maximilian Schachmann | Garikoitz Bravo           | Maximilian Schachmann        |
| 5                  | Emanuel Buchmann      | Emanuel Buchmann      | Maximilian Schachmann | Alessandro De Marchi      | Maximilian Schachmann        |
| 6                  | Adam Yates            | Ion Izagirre          | Maximilian Schachmann | Adam Yates                | Tadej Pogačar                |
| Classements finals | Classements finals    | Ion Izagirre          | Maximilian Schachmann | Adam Yates                | Tadej Pogačar                |

## Liste des participants
- Liste de départ complète

| Légende                             | Légende                                                                                                  | Légende                                | Légende                                                                                         |
| ----------------------------------- | --- | -------------------------------------- | ----------------------------------------------------------------------------------------------- |
| Num                                 | Dossard de départ porté par le coureur sur ce Tour du Pays basque                                        | Pos                                    | Position finale au classement général                                                           |
| Leader du classement général        | Indique le vainqueur du classement général                                                               | Leader du classement par points        | Indique le vainqueur du classement par points                                                   |
| Leader du classement de la montagne | Indique le vainqueur du classement de la montagne                                                        | Leader du classement du meilleur jeune | Indique le vainqueur du classement du meilleur jeune                                            |
|                                     | Indique un maillot de champion national ou mondial, suivi de sa spécialité                               | #                                      | Indique la meilleure équipe                                                                     |
| NP                                  | Indique un coureur qui n'a pas pris le départ d'une étape, suivi du numéro de l'étape où il s'est retiré | AB                                     | Indique un coureur qui n'a pas terminé une étape, suivi du numéro de l'étape où il s'est retiré |
| HD                                  | Indique un coureur qui a terminé une étape hors des délais, suivi du numéro de l'étape                   | *                                      | Indique un coureur en lice pour le classement du meilleur jeune (coureurs nés après le )        |

| Movistar Team MOV | Movistar Team MOV        | Movistar Team MOV |
| ----------------- | ------------------------ | ----------------- |
| Num               | Coureur                  | Pos               |
| 1                 | Mikel Landa (ESP)        | 7e                |
| 2                 | Carlos Betancur (COL)    | AB-6              |
| 3                 | Rubén Fernández (ESP)    | AB-6              |
| 4                 | Antonio Pedrero (ESP)    | AB-6              |
| 5                 | José Joaquín Rojas (ESP) | 23e               |
| 6                 | Winner Anacona (COL)     | AB-6              |
| 7                 | Carlos Verona (ESP)      | 37e               |

| Bahrain-Merida TBM | Bahrain-Merida TBM     | Bahrain-Merida TBM |
| ------------------ | ---------------------- | ------------------ |
| Num                | Coureur                | Pos                |
| 11                 | Grega Bole (SLO)       | 57e                |
| 12                 | Rohan Dennis (AUS)     | NP-3               |
| 13                 | Wang Meiyin (CHN)      | AB-5               |
| 14                 | Mark Padun (UKR)       | NP-2               |
| 15                 | Luka Pibernik (SLO)    | 83e                |
| 16                 | Dylan Teuns (BEL)      | 24e                |
| 17                 | Stephen Williams (GBR) | AB-5               |

| Bora-Hansgrohe BOH | Bora-Hansgrohe BOH          | Bora-Hansgrohe BOH |
| ------------------ | --------------------------- | ------------------ |
| Num                | Coureur                     | Pos                |
| 21                 | Emanuel Buchmann (GER)      | 3e                 |
| 22                 | Cesare Benedetti (ITA)      | 91e                |
| 23                 | Patrick Konrad (AUT)        | 9e                 |
| 24                 | Jay McCarthy (AUS)          | 58e                |
| 25                 | Gregor Mühlberger (AUT)     | AB-6               |
| 26                 | Paweł Poljański (POL)       | 76e                |
| 27                 | Maximilian Schachmann (GER) | 10e                |

| Astana AST | Astana AST                    | Astana AST |
| ---------- | ----------------------------- | ---------- |
| Num        | Coureur                       | Pos        |
| 31         | Jakob Fuglsang (DEN)          | 4e         |
| 32         | Pello Bilbao (ESP)            | 53e        |
| 33         | Omar Fraile (ESP)             | 43e        |
| 34         | Gorka Izagirre (ESP) (route)  | 28e        |
| 35         | Ion Izagirre (ESP)            | 1er        |
| 36         | Alexey Lutsenko (KAZ) (route) | AB-6       |
| 37         | Luis León Sánchez (ESP)       | 27e        |

| Deceuninck-Quick Step DQT | Deceuninck-Quick Step DQT | Deceuninck-Quick Step DQT |
| ------------------------- | ------------------------- | ------------------------- |
| Num                       | Coureur                   | Pos                       |
| 41                        | Julian Alaphilippe (FRA)  | NP-4                      |
| 42                        | Rémi Cavagna (FRA)        | HD-6                      |
| 43                        | Dries Devenyns (BEL)      | 70e                       |
| 44                        | Mikkel Honoré (DEN)       | 49e                       |
| 45                        | Enric Mas (ESP)           | 11e                       |
| 46                        | Pieter Serry (BEL)        | 54e                       |
| 47                        | Petr Vakoč (CZE)          | AB-6                      |

| AG2R La Mondiale ALM | AG2R La Mondiale ALM         | AG2R La Mondiale ALM |
| -------------------- | ---------------------------- | -------------------- |
| Num                  | Coureur                      | Pos                  |
| 51                   | Alexandre Geniez (FRA)       | AB-4                 |
| 52                   | Mikaël Cherel (FRA)          | 69e                  |
| 53                   | Clément Chevrier (FRA)       | 81e                  |
| 54                   | Mathias Frank (SUI)          | 67e                  |
| 55                   | Hubert Dupont (FRA)          | 61e                  |
| 56                   | Aurélien Paret-Peintre (FRA) | 72e                  |
| 57                   | Lawrence Warbasse (USA)      | 64e                  |

| Lotto-Soudal LTS | Lotto-Soudal LTS         | Lotto-Soudal LTS |
| ---------------- | ------------------------ | ---------------- |
| Num              | Coureur                  | Pos              |
| 61               | Jelle Vanendert (BEL)    | AB-6             |
| 62               | Sander Armée (BEL)       | 74e              |
| 63               | Adam Hansen (AUS)        | AB-3             |
| 64               | Bjorg Lambrecht (BEL)    | 19e              |
| 65               | Tomasz Marczyński (POL)  | 48e              |
| 66               | Maxime Monfort (BEL)     | AB-6             |
| 67               | Tosh Van der Sande (BEL) | AB-6             |

| Katusha-Alpecin TKA | Katusha-Alpecin TKA    | Katusha-Alpecin TKA |
| ------------------- | ---------------------- | ------------------- |
| Num                 | Coureur                | Pos                 |
| 71                  | Enrico Battaglin (ITA) | AB-6                |
| 72                  | Willie Smit (RSA)      | HD-6                |
| 73                  | Ruben Guerreiro (POR)  | 36e                 |
| 74                  | Steff Cras (BEL)       | AB-3                |
| 75                  | José Gonçalves (POR)   | 63e                 |
| 76                  | Daniel Navarro (ESP)   | 47e                 |
| 77                  | Dmitri Strakhov (RUS)  | HD-6                |

| Team Sky SKY | Team Sky SKY                     | Team Sky SKY |
| ------------ | -------------------------------- | ------------ |
| Num          | Coureur                          | Pos          |
| 81           | Geraint Thomas (GBR)             | 40e          |
| 82           | Jonathan Castroviejo (ESP)       | AB-3         |
| 83           | David de la Cruz (ESP)           | 34e          |
| 84           | Kenny Elissonde (FRA)            | 84e          |
| 85           | Michał Gołaś (POL)               | 89e          |
| 86           | Michał Kwiatkowski (POL) (route) | AB-4         |
| 87           | Diego Rosa (ITA)                 | AB-6         |

| Mitchelton-Scott MTS | Mitchelton-Scott MTS   | Mitchelton-Scott MTS |
| -------------------- | ---------------------- | -------------------- |
| Num                  | Coureur                | Pos                  |
| 91                   | Adam Yates (GBR)       | 5e                   |
| 92                   | Michael Albasini (SUI) | AB-6                 |
| 93                   | Lucas Hamilton (AUS)   | 15e                  |
| 94                   | Damien Howson (AUS)    | 59e                  |
| 95                   | Mikel Nieve (ESP)      | 8e                   |
| 96                   | Nick Schultz (AUS)     | 60e                  |
| 97                   | Tsgabu Grmay (ETH)     | NP-6                 |

| UAE Team Emirates UAD | UAE Team Emirates UAD | UAE Team Emirates UAD |
| --------------------- | --------------------- | --------------------- |
| Num                   | Coureur               | Pos                   |
| 101                   | Dan Martin (IRL)      | 2e                    |
| 102                   | Sergio Henao (COL)    | 14e                   |
| 103                   | Manuele Mori (ITA)    | AB-6                  |
| 104                   | Tadej Pogačar (SLO)   | 6e                    |
| 105                   | Edward Ravasi (ITA)   | HD-6                  |
| 106                   | Rory Sutherland (AUS) | AB-5                  |
| 107                   | Diego Ulissi (ITA)    | 13e                   |

| EF Education First EF1 | EF Education First EF1 | EF Education First EF1 |
| ---------------------- | ---------------------- | ---------------------- |
| Num                    | Coureur                | Pos                    |
| 111                    | Daniel Martínez (COL)  | 20e                    |
| 112                    | Sean Bennett (USA)     | AB-6                   |
| 113                    | Hugh Carthy (GBR)      | 12e                    |
| 114                    | Simon Clarke (AUS)     | AB-5                   |
| 115                    | Lawson Craddock (USA)  | 44e                    |
| 116                    | Alex Howes (USA)       | AB-6                   |
| 117                    | Nathan Brown (USA)     | AB-4                   |

| CCC Team CPT | CCC Team CPT               | CCC Team CPT |
| ------------ | -------------------------- | ------------ |
| Num          | Coureur                    | Pos          |
| 121          | Patrick Bevin (NZL)        | AB-3         |
| 122          | Amaro Antunes (POR)        | 73e          |
| 123          | Víctor de la Parte (ESP)   | 16e          |
| 124          | Alessandro De Marchi (ITA) | 29e          |
| 125          | Jonas Koch (GER)           | HD-6         |
| 126          | Serge Pauwels (BEL)        | AB-5         |
| 127          | Riccardo Zoidl (AUT)       | 94e          |

| Dimension Data TDD | Dimension Data TDD               | Dimension Data TDD |
| ------------------ | -------------------------------- | ------------------ |
| Num                | Coureur                          | Pos                |
| 131                | Benjamin King (USA)              | HD-6               |
| 132                | Steve Cummings (GBR)             | AB-3               |
| 133                | Nicholas Dlamini (RSA)           | AB-6               |
| 134                | Jacques Janse van Rensburg (RSA) | HD-6               |
| 135                | Amanuel Ghebreigzabhier (ERI)    | 42e                |
| 136                | Tom-Jelte Slagter (NED)          | 77e                |
| 137                | Danilo Wyss (SUI)                | 65e                |

| Groupama-FDJ GFC | Groupama-FDJ GFC           | Groupama-FDJ GFC |
| ---------------- | -------------------------- | ---------------- |
| Num              | Coureur                    | Pos              |
| 141              | Rudy Molard (FRA)          | 30e              |
| 142              | Bruno Armirail (FRA)       | 86e              |
| 143              | David Gaudu (FRA)          | 18e              |
| 144              | Valentin Madouas (FRA)     | 17e              |
| 145              | Anthony Roux (FRA) (route) | NP-2             |
| 146              | Romain Seigle (FRA)        | 56e              |
| 147              | Léo Vincent (FRA)          | 46e              |

| Team Sunweb SUN | Team Sunweb SUN      | Team Sunweb SUN |
| --------------- | -------------------- | --------------- |
| Num             | Coureur              | Pos             |
| 151             | Nicolas Roche (IRL)  | AB-4            |
| 152             | Chris Hamilton (AUS) | 52e             |
| 153             | Jai Hindley (AUS)    | 38e             |
| 154             | Marc Hirschi (SUI)   | 41e             |
| 155             | Sam Oomen (NED)      | NP-5            |
| 156             | Michael Storer (AUS) | 68e             |
| 157             | Florian Stork (GER)  | 82e             |

| Team Jumbo-Visma TJV | Team Jumbo-Visma TJV    | Team Jumbo-Visma TJV |
| -------------------- | ----------------------- | -------------------- |
| Num                  | Coureur                 | Pos                  |
| 161                  | George Bennett (NZL)    | 22e                  |
| 162                  | Sepp Kuss (USA)         | 95e                  |
| 163                  | Bert-Jan Lindeman (NED) | AB-6                 |
| 164                  | Tony Martin (GER)       | AB-6                 |
| 165                  | Daan Olivier (NED)      | AB-4                 |
| 166                  | Neilson Powless (USA)   | 79e                  |
| 167                  | Jonas Vingegaard (DEN)  | 32e                  |

| Trek-Segafredo TFS | Trek-Segafredo TFS   | Trek-Segafredo TFS |
| ------------------ | -------------------- | ------------------ |
| Num                | Coureur              | Pos                |
| 171                | Bauke Mollema (NED)  | 21e                |
| 172                | Julien Bernard (FRA) | 93e                |
| 173                | Nicola Conci (ITA)   | 55e                |
| 174                | Fabio Felline (ITA)  | 75e                |
| 175                | Markel Irizar (ESP)  | HD-6               |
| 176                | Toms Skujiņš (LAT)   | 39e                |
| 177                | Peter Stetina (USA)  | 51e                |

| Cofidis, Solutions Crédits COF | Cofidis, Solutions Crédits COF | Cofidis, Solutions Crédits COF |
| ------------------------------ | ------------------------------ | ------------------------------ |
| Num                            | Coureur                        | Pos                            |
| 181                            | Jesús Herrada (ESP)            | 66e                            |
| 182                            | Darwin Atapuma (COL)           | HD-6                           |
| 183                            | Loïc Chetout (FRA)             | HD-6                           |
| 184                            | Nicolas Edet (FRA)             | HD-6                           |
| 185                            | Jesper Hansen (DEN)            | HD-6                           |
| 186                            | Luis Ángel Maté (ESP)          | 50e                            |
| 187                            | Anthony Perez (FRA)            | 33e                            |

| Euskadi Basque Country-Murias EUS | Euskadi Basque Country-Murias EUS  | Euskadi Basque Country-Murias EUS |
| --------------------------------- | ---------------------------------- | --------------------------------- |
| Num                               | Coureur                            | Pos                               |
| 191                               | Mikel Bizkarra (ESP)               | 25e                               |
| 192                               | Sergio Samitier (ESP)              | 80e                               |
| 193                               | Enrique Sanz (ESP)                 | AB-5                              |
| 194                               | Mikel Iturria (ESP)                | 78e                               |
| 195                               | Fernando Barceló (ESP)             | HD-6                              |
| 196                               | Garikoitz Bravo (ESP)              | 87e                               |
| 197                               | Óscar Rodríguez Garaicoechea (ESP) | 45e                               |

| Caja Rural-Seguros RGA CJR | Caja Rural-Seguros RGA CJR | Caja Rural-Seguros RGA CJR |
| -------------------------- | -------------------------- | -------------------------- |
| Num                        | Coureur                    | Pos                        |
| 201                        | Cristian Rodríguez (ESP)   | 92e                        |
| 202                        | Julen Amézqueta (ESP)      | 62e                        |
| 203                        | Jon Aberasturi (ESP)       | AB-4                       |
| 204                        | Jon Irisarri (ESP)         | AB-4                       |
| 205                        | Jonathan Lastra (ESP)      | 31e                        |
| 206                        | David González López (ESP) | 88e                        |
| 207                        | Alex Aranburu (ESP)        | 71e                        |

| Manzana Postobón MZN | Manzana Postobón MZN         | Manzana Postobón MZN |
| -------------------- | ---------------------------- | -------------------- |
| Num                  | Coureur                      | Pos                  |
| 211                  | Aldemar Reyes (COL)          | 35e                  |
| 212                  | Nicolás Sáenz (COL)          | AB-5                 |
| 213                  | Jhojan García (COL)          | 85e                  |
| 214                  | Daniel Jaramillo (COL)       | AB-4                 |
| 215                  | Bernardo Suaza (COL)         | AB-5                 |
| 216                  | Yecid Sierra (COL)           | 90e                  |
| 217                  | Carlos Julián Quintero (COL) | 26e                  |

| Burgos-BH BBH | Burgos-BH BBH         | Burgos-BH BBH |
| ------------- | --------------------- | ------------- |
| Num           | Coureur               | Pos           |
| 221           | Ángel Madrazo (ESP)   | AB-3          |
| 222           | Jetse Bol (NED)       | HD-6          |
| 223           | José Neves (POR)      | AB-3          |
| 224           | Nícolas Sessler (BRA) | 96e           |
| 225           | Jesús Ezquerra (ESP)  | HD-6          |
| 226           | Diego Rubio (ESP)     | AB-5          |
| 227           | Ricardo Vilela (POR)  | AB-4          |

| Movistar Team MOV | Movistar Team MOV        | Movistar Team MOV |
| ----------------- | ------------------------ | ----------------- |
| Num               | Coureur                  | Pos               |
| 1                 | Mikel Landa (ESP)        | 7e                |
| 2                 | Carlos Betancur (COL)    | AB-6              |
| 3                 | Rubén Fernández (ESP)    | AB-6              |
| 4                 | Antonio Pedrero (ESP)    | AB-6              |
| 5                 | José Joaquín Rojas (ESP) | 23e               |
| 6                 | Winner Anacona (COL)     | AB-6              |
| 7                 | Carlos Verona (ESP)      | 37e               |

| Bahrain-Merida TBM | Bahrain-Merida TBM     | Bahrain-Merida TBM |
| ------------------ | ---------------------- | ------------------ |
| Num                | Coureur                | Pos                |
| 11                 | Grega Bole (SLO)       | 57e                |
| 12                 | Rohan Dennis (AUS)     | NP-3               |
| 13                 | Wang Meiyin (CHN)      | AB-5               |
| 14                 | Mark Padun (UKR)       | NP-2               |
| 15                 | Luka Pibernik (SLO)    | 83e                |
| 16                 | Dylan Teuns (BEL)      | 24e                |
| 17                 | Stephen Williams (GBR) | AB-5               |

| Bora-Hansgrohe BOH | Bora-Hansgrohe BOH          | Bora-Hansgrohe BOH |
| ------------------ | --------------------------- | ------------------ |
| Num                | Coureur                     | Pos                |
| 21                 | Emanuel Buchmann (GER)      | 3e                 |
| 22                 | Cesare Benedetti (ITA)      | 91e                |
| 23                 | Patrick Konrad (AUT)        | 9e                 |
| 24                 | Jay McCarthy (AUS)          | 58e                |
| 25                 | Gregor Mühlberger (AUT)     | AB-6               |
| 26                 | Paweł Poljański (POL)       | 76e                |
| 27                 | Maximilian Schachmann (GER) | 10e                |

| Astana AST | Astana AST                    | Astana AST |
| ---------- | ----------------------------- | ---------- |
| Num        | Coureur                       | Pos        |
| 31         | Jakob Fuglsang (DEN)          | 4e         |
| 32         | Pello Bilbao (ESP)            | 53e        |
| 33         | Omar Fraile (ESP)             | 43e        |
| 34         | Gorka Izagirre (ESP) (route)  | 28e        |
| 35         | Ion Izagirre (ESP)            | 1er        |
| 36         | Alexey Lutsenko (KAZ) (route) | AB-6       |
| 37         | Luis León Sánchez (ESP)       | 27e        |

| Deceuninck-Quick Step DQT | Deceuninck-Quick Step DQT | Deceuninck-Quick Step DQT |
| ------------------------- | ------------------------- | ------------------------- |
| Num                       | Coureur                   | Pos                       |
| 41                        | Julian Alaphilippe (FRA)  | NP-4                      |
| 42                        | Rémi Cavagna (FRA)        | HD-6                      |
| 43                        | Dries Devenyns (BEL)      | 70e                       |
| 44                        | Mikkel Honoré (DEN)       | 49e                       |
| 45                        | Enric Mas (ESP)           | 11e                       |
| 46                        | Pieter Serry (BEL)        | 54e                       |
| 47                        | Petr Vakoč (CZE)          | AB-6                      |

| AG2R La Mondiale ALM | AG2R La Mondiale ALM         | AG2R La Mondiale ALM |
| -------------------- | ---------------------------- | -------------------- |
| Num                  | Coureur                      | Pos                  |
| 51                   | Alexandre Geniez (FRA)       | AB-4                 |
| 52                   | Mikaël Cherel (FRA)          | 69e                  |
| 53                   | Clément Chevrier (FRA)       | 81e                  |
| 54                   | Mathias Frank (SUI)          | 67e                  |
| 55                   | Hubert Dupont (FRA)          | 61e                  |
| 56                   | Aurélien Paret-Peintre (FRA) | 72e                  |
| 57                   | Lawrence Warbasse (USA)      | 64e                  |

| Lotto-Soudal LTS | Lotto-Soudal LTS         | Lotto-Soudal LTS |
| ---------------- | ------------------------ | ---------------- |
| Num              | Coureur                  | Pos              |
| 61               | Jelle Vanendert (BEL)    | AB-6             |
| 62               | Sander Armée (BEL)       | 74e              |
| 63               | Adam Hansen (AUS)        | AB-3             |
| 64               | Bjorg Lambrecht (BEL)    | 19e              |
| 65               | Tomasz Marczyński (POL)  | 48e              |
| 66               | Maxime Monfort (BEL)     | AB-6             |
| 67               | Tosh Van der Sande (BEL) | AB-6             |

| Katusha-Alpecin TKA | Katusha-Alpecin TKA    | Katusha-Alpecin TKA |
| ------------------- | ---------------------- | ------------------- |
| Num                 | Coureur                | Pos                 |
| 71                  | Enrico Battaglin (ITA) | AB-6                |
| 72                  | Willie Smit (RSA)      | HD-6                |
| 73                  | Ruben Guerreiro (POR)  | 36e                 |
| 74                  | Steff Cras (BEL)       | AB-3                |
| 75                  | José Gonçalves (POR)   | 63e                 |
| 76                  | Daniel Navarro (ESP)   | 47e                 |
| 77                  | Dmitri Strakhov (RUS)  | HD-6                |

| Team Sky SKY | Team Sky SKY                     | Team Sky SKY |
| ------------ | -------------------------------- | ------------ |
| Num          | Coureur                          | Pos          |
| 81           | Geraint Thomas (GBR)             | 40e          |
| 82           | Jonathan Castroviejo (ESP)       | AB-3         |
| 83           | David de la Cruz (ESP)           | 34e          |
| 84           | Kenny Elissonde (FRA)            | 84e          |
| 85           | Michał Gołaś (POL)               | 89e          |
| 86           | Michał Kwiatkowski (POL) (route) | AB-4         |
| 87           | Diego Rosa (ITA)                 | AB-6         |

| Mitchelton-Scott MTS | Mitchelton-Scott MTS   | Mitchelton-Scott MTS |
| -------------------- | ---------------------- | -------------------- |
| Num                  | Coureur                | Pos                  |
| 91                   | Adam Yates (GBR)       | 5e                   |
| 92                   | Michael Albasini (SUI) | AB-6                 |
| 93                   | Lucas Hamilton (AUS)   | 15e                  |
| 94                   | Damien Howson (AUS)    | 59e                  |
| 95                   | Mikel Nieve (ESP)      | 8e                   |
| 96                   | Nick Schultz (AUS)     | 60e                  |
| 97                   | Tsgabu Grmay (ETH)     | NP-6                 |

| UAE Team Emirates UAD | UAE Team Emirates UAD | UAE Team Emirates UAD |
| --------------------- | --------------------- | --------------------- |
| Num                   | Coureur               | Pos                   |
| 101                   | Dan Martin (IRL)      | 2e                    |
| 102                   | Sergio Henao (COL)    | 14e                   |
| 103                   | Manuele Mori (ITA)    | AB-6                  |
| 104                   | Tadej Pogačar (SLO)   | 6e                    |
| 105                   | Edward Ravasi (ITA)   | HD-6                  |
| 106                   | Rory Sutherland (AUS) | AB-5                  |
| 107                   | Diego Ulissi (ITA)    | 13e                   |

| EF Education First EF1 | EF Education First EF1 | EF Education First EF1 |
| ---------------------- | ---------------------- | ---------------------- |
| Num                    | Coureur                | Pos                    |
| 111                    | Daniel Martínez (COL)  | 20e                    |
| 112                    | Sean Bennett (USA)     | AB-6                   |
| 113                    | Hugh Carthy (GBR)      | 12e                    |
| 114                    | Simon Clarke (AUS)     | AB-5                   |
| 115                    | Lawson Craddock (USA)  | 44e                    |
| 116                    | Alex Howes (USA)       | AB-6                   |
| 117                    | Nathan Brown (USA)     | AB-4                   |

| CCC Team CPT | CCC Team CPT               | CCC Team CPT |
| ------------ | -------------------------- | ------------ |
| Num          | Coureur                    | Pos          |
| 121          | Patrick Bevin (NZL)        | AB-3         |
| 122          | Amaro Antunes (POR)        | 73e          |
| 123          | Víctor de la Parte (ESP)   | 16e          |
| 124          | Alessandro De Marchi (ITA) | 29e          |
| 125          | Jonas Koch (GER)           | HD-6         |
| 126          | Serge Pauwels (BEL)        | AB-5         |
| 127          | Riccardo Zoidl (AUT)       | 94e          |

| Dimension Data TDD | Dimension Data TDD               | Dimension Data TDD |
| ------------------ | -------------------------------- | ------------------ |
| Num                | Coureur                          | Pos                |
| 131                | Benjamin King (USA)              | HD-6               |
| 132                | Steve Cummings (GBR)             | AB-3               |
| 133                | Nicholas Dlamini (RSA)           | AB-6               |
| 134                | Jacques Janse van Rensburg (RSA) | HD-6               |
| 135                | Amanuel Ghebreigzabhier (ERI)    | 42e                |
| 136                | Tom-Jelte Slagter (NED)          | 77e                |
| 137                | Danilo Wyss (SUI)                | 65e                |

| Groupama-FDJ GFC | Groupama-FDJ GFC           | Groupama-FDJ GFC |
| ---------------- | -------------------------- | ---------------- |
| Num              | Coureur                    | Pos              |
| 141              | Rudy Molard (FRA)          | 30e              |
| 142              | Bruno Armirail (FRA)       | 86e              |
| 143              | David Gaudu (FRA)          | 18e              |
| 144              | Valentin Madouas (FRA)     | 17e              |
| 145              | Anthony Roux (FRA) (route) | NP-2             |
| 146              | Romain Seigle (FRA)        | 56e              |
| 147              | Léo Vincent (FRA)          | 46e              |

| Team Sunweb SUN | Team Sunweb SUN      | Team Sunweb SUN |
| --------------- | -------------------- | --------------- |
| Num             | Coureur              | Pos             |
| 151             | Nicolas Roche (IRL)  | AB-4            |
| 152             | Chris Hamilton (AUS) | 52e             |
| 153             | Jai Hindley (AUS)    | 38e             |
| 154             | Marc Hirschi (SUI)   | 41e             |
| 155             | Sam Oomen (NED)      | NP-5            |
| 156             | Michael Storer (AUS) | 68e             |
| 157             | Florian Stork (GER)  | 82e             |

| Team Jumbo-Visma TJV | Team Jumbo-Visma TJV    | Team Jumbo-Visma TJV |
| -------------------- | ----------------------- | -------------------- |
| Num                  | Coureur                 | Pos                  |
| 161                  | George Bennett (NZL)    | 22e                  |
| 162                  | Sepp Kuss (USA)         | 95e                  |
| 163                  | Bert-Jan Lindeman (NED) | AB-6                 |
| 164                  | Tony Martin (GER)       | AB-6                 |
| 165                  | Daan Olivier (NED)      | AB-4                 |
| 166                  | Neilson Powless (USA)   | 79e                  |
| 167                  | Jonas Vingegaard (DEN)  | 32e                  |

| Trek-Segafredo TFS | Trek-Segafredo TFS   | Trek-Segafredo TFS |
| ------------------ | -------------------- | ------------------ |
| Num                | Coureur              | Pos                |
| 171                | Bauke Mollema (NED)  | 21e                |
| 172                | Julien Bernard (FRA) | 93e                |
| 173                | Nicola Conci (ITA)   | 55e                |
| 174                | Fabio Felline (ITA)  | 75e                |
| 175                | Markel Irizar (ESP)  | HD-6               |
| 176                | Toms Skujiņš (LAT)   | 39e                |
| 177                | Peter Stetina (USA)  | 51e                |

| Cofidis, Solutions Crédits COF | Cofidis, Solutions Crédits COF | Cofidis, Solutions Crédits COF |
| ------------------------------ | ------------------------------ | ------------------------------ |
| Num                            | Coureur                        | Pos                            |
| 181                            | Jesús Herrada (ESP)            | 66e                            |
| 182                            | Darwin Atapuma (COL)           | HD-6                           |
| 183                            | Loïc Chetout (FRA)             | HD-6                           |
| 184                            | Nicolas Edet (FRA)             | HD-6                           |
| 185                            | Jesper Hansen (DEN)            | HD-6                           |
| 186                            | Luis Ángel Maté (ESP)          | 50e                            |
| 187                            | Anthony Perez (FRA)            | 33e                            |

| Euskadi Basque Country-Murias EUS | Euskadi Basque Country-Murias EUS  | Euskadi Basque Country-Murias EUS |
| --------------------------------- | ---------------------------------- | --------------------------------- |
| Num                               | Coureur                            | Pos                               |
| 191                               | Mikel Bizkarra (ESP)               | 25e                               |
| 192                               | Sergio Samitier (ESP)              | 80e                               |
| 193                               | Enrique Sanz (ESP)                 | AB-5                              |
| 194                               | Mikel Iturria (ESP)                | 78e                               |
| 195                               | Fernando Barceló (ESP)             | HD-6                              |
| 196                               | Garikoitz Bravo (ESP)              | 87e                               |
| 197                               | Óscar Rodríguez Garaicoechea (ESP) | 45e                               |

| Caja Rural-Seguros RGA CJR | Caja Rural-Seguros RGA CJR | Caja Rural-Seguros RGA CJR |
| -------------------------- | -------------------------- | -------------------------- |
| Num                        | Coureur                    | Pos                        |
| 201                        | Cristian Rodríguez (ESP)   | 92e                        |
| 202                        | Julen Amézqueta (ESP)      | 62e                        |
| 203                        | Jon Aberasturi (ESP)       | AB-4                       |
| 204                        | Jon Irisarri (ESP)         | AB-4                       |
| 205                        | Jonathan Lastra (ESP)      | 31e                        |
| 206                        | David González López (ESP) | 88e                        |
| 207                        | Alex Aranburu (ESP)        | 71e                        |

| Manzana Postobón MZN | Manzana Postobón MZN         | Manzana Postobón MZN |
| -------------------- | ---------------------------- | -------------------- |
| Num                  | Coureur                      | Pos                  |
| 211                  | Aldemar Reyes (COL)          | 35e                  |
| 212                  | Nicolás Sáenz (COL)          | AB-5                 |
| 213                  | Jhojan García (COL)          | 85e                  |
| 214                  | Daniel Jaramillo (COL)       | AB-4                 |
| 215                  | Bernardo Suaza (COL)         | AB-5                 |
| 216                  | Yecid Sierra (COL)           | 90e                  |
| 217                  | Carlos Julián Quintero (COL) | 26e                  |

| Burgos-BH BBH | Burgos-BH BBH         | Burgos-BH BBH |
| ------------- | --------------------- | ------------- |
| Num           | Coureur               | Pos           |
| 221           | Ángel Madrazo (ESP)   | AB-3          |
| 222           | Jetse Bol (NED)       | HD-6          |
| 223           | José Neves (POR)      | AB-3          |
| 224           | Nícolas Sessler (BRA) | 96e           |
| 225           | Jesús Ezquerra (ESP)  | HD-6          |
| 226           | Diego Rubio (ESP)     | AB-5          |
| 227           | Ricardo Vilela (POR)  | AB-4          |